# جاش اکل
جاش اکل (انگلیسی: Josh Eccles؛ زادهٔ ۶ آوریل ۲۰۰۰) بازیکن فوتبال اهل بریتانیا است.
از باشگاه‌هایی که در آن بازی کرده‌است می‌توان به باشگاه فوتبال کاونتری سیتی اشاره کرد.